# André Backhaus
André Backhaus (* 5. März 1970 in Lübtheen) ist ein ehemaliger deutscher Ringer.

## Biografie
André Backhaus begann bereits im Alter von fünf Jahren mit dem Ringen. Zwischen 1981 und 1983 gewann er in seiner Altersklasse alle möglichen DDR-Meister- und Kinder- und Jugendspartakiade-Titel. Fortan trainierte er nach den DDR-Leistungssportlinien in der Kinder- und Jugendsportschule Leipzig. Seine Familie zog ebenfalls nach Leipzig. 1988 wurde er Junioren-Weltmeister.
Fortan war er Mitglied des SC Leipzig und wechselte nach der Wiedervereinigung zum bayrischen Bundesligisten RWG Mömbris-Königshofen. Bei den Europameisterschaften 1993 konnte Backhaus mit seinem Goldmedaillengewinn im Weltergewicht des Freistilringens seinen größten Erfolg feiern. 1995 wechselte Backhaus zum VfK Schifferstadt. Nach mehreren erfolgreichen Jahren im Nationalkader, zog es ihn wieder ach Ostdeutschland, zum AV Germania Markneukirchen. Nach seiner Karriere blieb er dort als Trainer dem Verein erhalten.
Backhaus ist verheiratet, hat mehrere Kinder und ist hauptberuflich als Vollzugsbeamter beim Landratsamt Vogtlandkreis tätig.